# Edwardsiana verecunda
Edwardsiana verecunda är en insektsart som beskrevs av Alexander Georgievich Kirejtshuk 1977. Edwardsiana verecunda ingår i släktet Edwardsiana och familjen dvärgstritar.
Artens utbredningsområde är Ukraina. Inga underarter finns listade i Catalogue of Life.